# Дренова
Национален парк Дренова или Гори от мура Дренова (на албански: Parku Kombëtar Bredhi i Drenovës) е защитена територия намираща се в югоизточната част на Албания, в района на Корча, област Корча.
Националният парк е един от първите четири национални парка на Албания, създадени на 21 ноември 1966 г. (с Дайти, долината на Валбона и Логара)  Паркът има площ от 13,8 кв. км.
Територията му е заета от масиви мура, черен бор, леска, бук и дъб.
Фауната е представена от кафява мечка, вълк и елен.